# Српска народна скупштина 1913—1914.
Редовни сазив Народне скупштине за 1913. годину одржан је у Београду 1. октобра 1913 — 19. јуна 1914.

## Ток догађаја
Рат са Бугарима завршен је, али је једна побуна арнаутских племена учинила да се мобилно стање војске продужи. Наоружане арнаутске банде упале су у Метохију и на Косово, пустошећи велики део новоослобођене територије. Када су сузбијени ти упади и успостављен ред прешло се и на организацију управних и судских власти у новоослобођеним крајевима, па је Скупштина указом од 27. септембра сазвана за 1. октобар у редован сазив за 1913. годину. Два дана пре тога прокламацијом Краља Петра извршено је присаједињење нових области Србији.
Приликом конституисања Скупштина је за председника изабрала Андру Петровића, за I потпредседника др. Станојла Вукчевића, за II потпредседника Ђоку Брачинца, a за секретаре Вељу Вукићевића, Перу Јовановића, Маринка Станојевића, Рајка Гавриловића, Радивоја Томића, Андру Протића и Ранка Обрадовића.
4. октобра 1913. скупштинске седнице отворене су на свечан начган, читањем Краљеве Беседе. Краљ Петар, у пратњи Наследника Престола Александра и Војводе Радомира Путника дошао је у скупштинску дворану, где су му приређене срдачне манифестације. Бурноје поздрављен и Наследвик Престола Алексавдар, и то не само као Наследник Престола, већ и као командант Прве Армије која је добила Кумановску битку, на чијем је челу Наследник Престола провео све до дама демобилизације.
„. .. Српски Краљ осећа данас свету дужност", казао је Краљ Петар у Беседи, „да пред Народним представништвом ода пошту сенима палих јунака који на његов позив, пре годину дана, полетеше под развијеву заставу и весело предадоше своју младост на олтар срећније и веће Отаџбине". Краљ се поноси тиме што у Србији није било ни живе душе која није свесрдно одговорила својој дужвости, a јуначка српска војска изврижла је свој задатак славно: она је испунила своју братску, ослободилачку дужност према дотадашњем бесправном робљу; она је спасла српској отаџбини простране историјске области; она је уклонила преграду која нас је стотине година делила од братске Црне Горе; она је готово удвојила држаану област и ударила на југу границе преко које је прешао само Душан, на Врхунцу своје моћи; она је, напослетку, отворила Србији путеве на два мора, Јадранско и Егејско. Ови велики успеси оснажили су нам веру у саме себе, у нашу народну и државну снагу и они су нам указали наше место међу народима у свету. Ти догађаји посведочили су да је Србија била на добром путу када је, у слободи и у уставтаом реду, видела јемство за силно развијање својих богатих природвих извора и јачине духа".
Беседа наглашава хитну потребу реформног рада у старим границама и новоослобођеним пределима Југа. Влада ће поднети предлоге за ширу потпору инвалида и породица које су изгубиле своје хранитеље. Предложиће се сходне законске основе за уређење и управу у Јужној Србији, a сем тога предузеће се што је потребно да се појачају војни ефективи земље.
Саслушавши Краљеву Беседу, Народна скупштина изабрала је одбор за састав нацрта Адресе. У Адреси, која је примљена после краће дискусије, Народна скупштина налази да су „. .. херојска дела српске војске, њене славне победе и успеси на Кумавову, Прилепу, Битољу, Скадру, Једрену и Брегалници, пронела славу српског имена и донела нам признање целог културног света." Тај свет је могао да види да српски народ има несаломиву животну енергију и моралну снагу, a код нас самих у земљи оснажена је вера у саме себе. Народна скупштина је са задовољством саслушала Краљеву Реч да је Србија, за овај последњи децениј свога живота, била на добром путу, путу уставних и политичких слобода. Мудра владавина Вашег Величанства, владавина широке уставнасти и пространих политичких слобода, успела је да развије привредну делатност наше земље, да појача материјалне основе државног и социјалног живота, да одбрану земље потпуно спреми за отсудне тренутке и накнади оно што је у прошлости било пропуштено, и да утврди веру у режим правде и заковитости.. ."
Нарадна скупштина је Адресом одала признање и Наследнику Престола Краљевићу Алекоандру који је „мудрим вођењем највеће, прве армије, стекао заслуга за целокупан сјајни успех и славне наше победе".
Адреса је била предата Краљу преко нарочите депутације Народног преставништва.
До 22. децембра, када је одложена до 22. јануара 1914, Народна скупштина је претресала велики број интерпелација и расправљала неколико важнијих законодавних решења, међу њима и предлоге: закона о потпори војних инвалида и породица погинулих, од рана умрлих или несталих војника; предлог закона о узимању на знање и накнадно одобрење решења Министарског савета у 1913. години; изгласала је закон о зајму у износу од 250.000,000 динара номиналних, за ликвидовање најпрешнијих ратних трошкова, закон о служитељима у Краљевини Србији и закон о мораториуму, те закон о продужењу важности буџета од 1913. за месеце јануар и фебруар 1914. године.
У току јануара и фебруара 1914. године пажња владе била је углавном усредоточена на увођење реда и организације у новоослобођеним крајевима чије је присаједињење било и законски извршено. Пре свега су постављени општински судови, затим је извршена организација управне и судоке власти, a по томе је пажња посвећвна пореској и финансијској служби. У новоослобођеним крајевима увођени су у живот помењени на прилике нових крајева.
Народна скупштина требало је да настави рад 22. јануара 1914, али га је стварно наставила 1. фебруара те године. Пред њом се налазио велики број законских предлога са буџетом за следећу, 1914. годину, и са буџетским дванаестинама за прве месеце те године. Влада Николе Пашића, образоеана после коалиционе владе која је водила ратове, при подношењу свих тих законских предлога имала је у Народној скупштини према себи јаку и добро организовану опозицију која је, сем вођења чисто стручне дебате по појединим питањима која су расправљана, подносила и велики број интерпелација. Говарници опозиције налазили су да влада крши уставне и заканске прописе, и доказивали нужност да се што пре распишу избори како би се дошло до нове Народне скупштине што би, по мишљењу опозиције, као неминовну последицу донело и промену владе и система управе.
Односи између владе и оиозиције били су током месеца маја 1914. толико заоштрени да су 9. маја 1914. године све опозиционе групе сем представника Социјалистичке странке демонстративно напустиле рад у Народној скупштини. 10. маја Милорад Драшковић у име Самосталне радикалне, Напредне и Народне странке дао је изјаву којом оптужује владу и владину већину и њихов рад у Скупштини назива незаконитим, a после те изјаве поменуте странке нису узимале учешћа у раду Народне окупшттане. Скупштина је, ипак, наставила рад, довршавајући неке хитне закоиске предлоге.
23. маја 1914. кабинет. Николе Пашића демисионирао је. Извештена о демисији, Скупштина је прекинула рад до образовања нове владе. Консултовани од Круне, шефови странака сложили су се у томе да треба извршити нове изборе. Владу је поново образовао Никола Пашић, али рад у Народној скупштини није могао бити настављен онако како је влада желела, јер захтеви опозиционих група нису били уважени.
10. јуна 1914. објављена је прокламација Краља Петра којом Краљ, опречен болешћу да врши своју краљевску власт, наређује на основу чл. 69 Устава да у његово име влада Наследник Престола Александар. Препоручујући заштити Свемогућег своју Отаџбину, седи Краљ је желео да се, после заиста великих натара и радом испуњвног живота, повуче у с правом стечени одмор. Наследник Престола Александар преузео је тога дана све владалачке дужности. Истога дана, Указом који је потписао Краљ Петар, Народна скупштина била је распуштвна, a нови избори су заказани за 1. август 1914. Нова Скупштана која је тога дана требало да буде изабрана за четверогодишњи период (1914, 1915, 1916. и 1917. г.) сазвана је тим указом у ванредан сазив за 10. септембар 1914. у Београду. Овај указ саопштен је Народној скупштини на седници од 11. јуна 1914.
У наставку рада у овоме сазиву, Народна скупштина донела је ове законе: закон о уређењу Министарства просвете; закон о исплати накнаде грађанима оштећеним у српско-бугарском рату; ** закона о Класној лутрији; ** закона о Војној академији; ** закона о потпори инвалида; закон о уређењу санитетске струке у новоослобођеним крајевима; закон о општој царинској тарифи; буџет прихода и расхода за 1914 годину; завршни рачун за 1912 годину; Финансијски закон за 1914 годину; конвенцију са Румунијом о мосту на Дунаву; ** закона о акционарским друштвима; * закона о устројству војске; закон о бањама и минералним водама; закон о ванредним кредитима за допуну наоружања; закон о универзитету; сем тога Скупштини су били поднети на ратификацију Уговор о миру у Букурешту, Српско-црногорски споразум склопљен у Београду, и Уговор о миру склопљен у Цариграду, али она није стигла да их узме у претрес и ратификује.